# أوديسيوس 1143
 أوديسيوس 1143 أوالكويكب 1143، التعين المؤقت له  الكويكب 1930BH. وهو كويكب من كويكبات طروادة ينتمي إلى كويكبات معسكر الإغريق أكتشف في سنة 1930. أشتق اسم هذا الكويكب من أحد أسماء الشخصيات الإغريقية في ملحمة الإلياذة لهوميروس.
كباقي كويكبات معسكر الإغريق يقع مداره في النقطة L4 من نقاط لاغرانج وفق نظام الشمس - المشتري. يبلغ القدر المطلق لهذا الكويكب 7.93 ونصف المحور الرئيسي لمداره 5.249 وحدة فلكية. وقد تم رصده 47 مرة حتى فبراير 2013. الإشارة المرجعية له وفق ملحق مدرات الكويكبات السيارة هي MPO250205‏